# Bernadette Allen

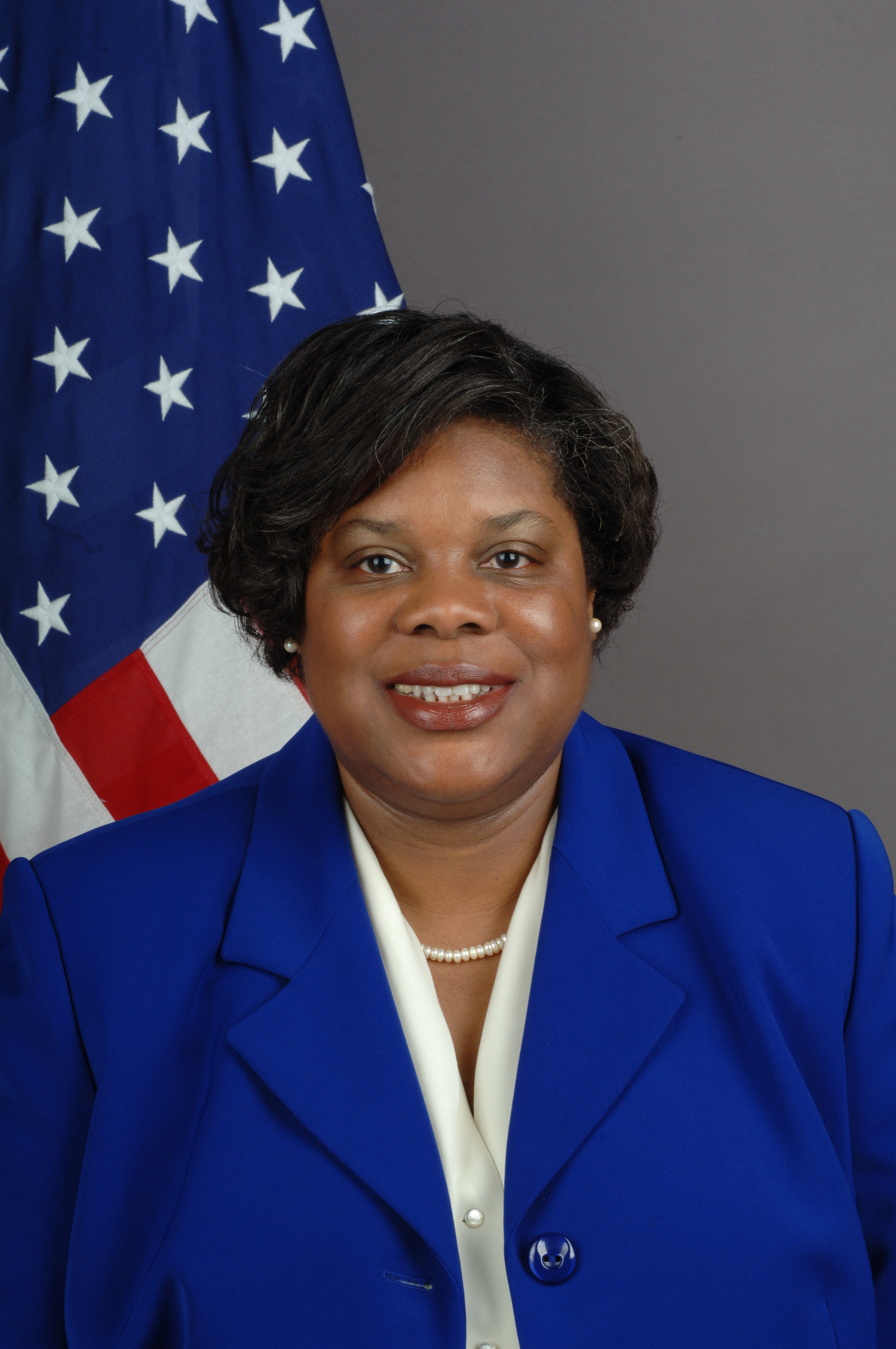
Bernadette Allen

Bernadette Mary Allen (* 5. Juni 1955 in Washington, D.C.) ist eine US-amerikanische Diplomatin.

## Leben
Bernadette Allen wuchs in Seat Pleasant in Maryland auf. Sie besuchte das Central College in Pella, verbrachte ein Auslandsstudienjahr an der Sorbonne in Frankreich und schloss 1978 ihre Ausbildung in Pella mit einem Bachelor-Titel in französischer Zivilisation und Sprache ab.
Allen trat 1980 in den diplomatischen Dienst des Außenministeriums der Vereinigten Staaten. Sie wirkte als Vizekonsulin an der US-Botschaft in Bujumbura sowie als Konsulin an der US-Botschaft in Manila und, für ein halbes Jahr, am US-Konsulat in Fukuoka. Ab 1985 arbeitete sie in verschiedenen leitenden Funktionen im Außenministerium in Washington, D.C. Währenddessen studierte sie Human Resource Management an der George Washington University, worin sie 1989 einen Master-Abschluss machte. Ferner absolvierte sie Ausbildungen in Hochchinesisch.
Von 1991 bis 1994 arbeitete Bernadette Allen als Konsularabteilungsleiterin des Generalkonsulats der Vereinigten Staaten in Guangzhou. Infolge des Tian’anmen-Massakers von 1989 war ihre Abteilung damit befasst, die Anträge von Hunderten chinesischen Staatsbürgern zu bearbeiten, die sich Familienangehörigen in den USA anschließen wollten, die dort vorübergehenden Schutzstatus erhalten hatten. Von 1994 bis 2000 war Allen erneut im Außenministerium in Washington, D.C. tätig, zuletzt als Direktorin der Abteilung für Visum-Koordination.
Anschließend wirkte sie am US-Generalkonsulat in Montreal, wobei sie zunächst die Konsularabteilung leitete, bis sie von 2002 bis 2005 selbst Generalkonsulin war. Sie bemühte sich besonders um Kontakte zu den haitianischen und muslimischen Minderheiten in Montreal. Allen wurde 2006 Botschafterin der Vereinigten Staaten in Niger. Dieses Amt übte sie bis 2010 aus.